# 布雷德多夫
布雷德多夫是德国下萨克森州的一个市镇。总面积36.47平方公里，总人口1117人，其中男性574人，女性543人（2011年12月31日），人口密度31人/平方公里。